# Episodi di Casa Vianello (prima stagione)
La prima stagione di Casa Vianello, composta di 20 episodi, è stata trasmessa da Canale 5 alla domenica alle 19.00, dal 17 gennaio al 29 maggio 1988. 
| nº | Titolo episodio            | Prima Tv         |
| -- | -------------------------- | ---------------- |
| 1  | Invito a cena              | 17 gennaio 1988  |
| 2  | Risarcimento danni         | 24 gennaio 1988  |
| 3  | Peccato di gioventù        | 31 gennaio 1988  |
| 4  | Bricolage                  | 7 febbraio 1988  |
| 5  | Caccia al tesoro           | 14 febbraio 1988 |
| 6  | L'amica del vicino         | 21 febbraio 1988 |
| 7  | La poltrona                | 28 febbraio 1988 |
| 8  | La cura                    | 6 marzo 1988     |
| 9  | Il pacco postale           | 13 marzo 1988    |
| 10 | Gente moderna              | 20 marzo 1988    |
| 11 | Scambio di appartamenti    | 27 marzo 1988    |
| 12 | Il ricatto                 | 3 aprile 1988    |
| 13 | Il matrimonio è salvo      | 10 aprile 1988   |
| 14 | Non ti scordar di me       | 17 aprile 1988   |
| 15 | Una riunione di condominio | 24 aprile 1988   |
| 16 | Cuori solitari             | 1º maggio 1988   |
| 17 | Tredici a tavola           | 8 maggio 1988    |
| 18 | Un affare da non perdere   | 15 maggio 1988   |
| 19 | Telesandra                 | 22 maggio 1988   |
| 20 | Un favore ad un amico      | 29 maggio 1988   |

## Invito a cena
Sandra, bloccata a letto con il mal di schiena, convince Raimondo a organizzare una cena per la sua vecchia amica Jolanda. Alla cena, però, partecipa anche la figlia di Jolanda, che sogna di fare l'attrice. Raimondo ne approfitta per corteggiare la ragazza, ma non tutto va come sperato.

## Risarcimento danni
La signora Girardi, vicina di casa dei Vianello, ha danneggiato i calzini di cashmere di Raimondo e così Sandra convince il marito a rivolgersi alla trasmissione Forum.

## Peccato di gioventù
A casa Vianello si presenta un uomo, figlio di una vecchia fiamma di Raimondo, che sostiene di essere il frutto della loro relazione. Nel frattempo però arriva anche un venditore di enciclopedie.

## Bricolage
Lo scaldabagno di casa Vianello si è rotto e Raimondo, per non pagare l'idraulico, decide di riparare il danno da solo. Sandra intanto ha invitato a cena i signori Rispoli, dei loro vicini di casa molto distinti con cui vuole fare amicizia, ma anche il forno si guasta e la tata prende la scossa.

## Caccia al tesoro
Un gruppo di giovani attori, tra i quali si nasconde un ladro, organizza una caccia al tesoro che fa tappa anche in casa Vianello.

## L'amica del vicino
Sandra deve partire per andare a trovare la mamma e Raimondo è euforico perché finalmente rimarrà solo. Purtroppo il vicino di casa rovina i suoi piani chiedendogli di nascondere in casa la sua amante. Da qui nascono una serie di equivoci: Raimondo dovrà fare i conti con Sandra, che nel frattempo non è più partita, e con il marito della donna che nasconde.

## La poltrona
Tra i giornali che Raimondo riceve tutte le mattine, questa volta c'è anche una rivista pornografica. Vianello la nasconde sotto il cuscino della poltrona del salotto. Inaspettatamente Sandra decide di mandare dal tappezziere proprio quella poltrona.

## La cura
Sandra si convince che Raimondo abbia problemi depressivi e lo spinge a sottoporsi ad una cura ricostituente. La donna però sceglie le medicine da sola, senza affidarsi ai consigli di un medico. 

## Il pacco postale
A casa Vianello arriva un pacco misterioso proveniente dalla Thailandia e Raimondo crede che contenga della droga.

## Gente moderna
Sandra, annoiata dalla solita routine familiare, escogita un piano per movimentarla assieme alla signora Girardi: assume un attore per far credere a Raimondo di avere un amante.

## Scambio di appartamenti
Sandra decide di rivolgersi ad un'agenzia che scambia appartamenti. Quest'ultima le trova una famiglia della Gran Bretagna, i McGregor, che Raimondo presume essere di nobile estrazione; tuttavia all'arrivo dei due, Sandra e Raimondo scopriranno che sono tutt'altro che nobili, cosicché faranno di tutto per cacciarli di casa e rinunciare allo scambio.

## Il ricatto
Sandra, stanca della solita vita noiosa, convince Arturo a ricattare Raimondo; la tata tuttavia, mentre tenta di telefonare al fruttivendolo, ascolta la telefonata e crede che il ricatto sia vero, così si rivolge al commissariato.

## Il matrimonio è salvo
Una giovane amica di Sandra e Raimondo, che sta attraversando un momento di crisi con il marito, chiede ospitalità in casa loro. La donna nasconde però un'altra verità.

## Non ti scordar di me
Dopo essere scivolata in cucina, Sandra perde la memoria e non riconosce più né Raimondo, né la tata.

## Una riunione di condominio
Nel palazzo dei Vianello si è appena trasferito un guru, ma i condomini non gradiscono la sua presenza e si rivolgono a Raimondo per cacciarlo.

## Cuori solitari
Sandra decide di organizzare un incontro intimo fra Carla Girardi e Arturo, in modo che i due possano fare conoscenza e intraprendere una relazione sentimentale. Arturo però è già impegnato con una ragazza di nome Fiorella, mentre la Girardi ha cominciato a frequentare un uomo senza rendere pubblica la relazione. Raimondo, venuto a saperlo, promette alla Girardi di non fare parola con nessuno e tenta di dissuadere Sandra dai suoi propositi. Il portiere e la tata però equivocano e si convincono che Raimondo e la Girardi siano amanti.

## Tredici a tavola
Raimondo sta cercando di ottenere un finanziamento dal produttore Trezzi e per questo lo invita a cena con la moglie, notoriamente infedele a suo marito. Tuttavia per evitare una riunione troppo intima, Sandra decide di invitare molte altre persone, tra cui la sua amica Floriana con il marito Mino, che molti anni prima è stato l'amante della signora Trezzi. Mentre si apprestano ad apparecchiare, però, i Vianello si accorgono di essere in tredici a tavola e cercano di sistemare la situazione.

## Un affare da non perdere
Raimondo ha perso i soldi di Sandra giocando in borsa e si lascia convincere dal suo amico Arturo ad unirsi a lui nella gestione di una società finanziaria.

## Telesandra
Sandra ha deciso di trasformare il suo appartamento in un'emittente televisiva: Telesandra.

## Un favore ad un amico
Sandra ha invitato a casa Ingrid, la nipote svedese di una sua vecchia amica, ma essendo molto occupata chiede a Raimondo di riceverla al posto suo. L'uomo tuttavia ha già preso un impegno con una giovane attrice da provinare e, credendo che Ingrid sia molto brutta, chiede all'amico Arturo di intrattenerla fingendosi Raimondo Vianello. Arturo però molesta sessualmente Ingrid, che racconta tutto alla tata.